# Torneo Clausura 2012 (Honduras)
Este campeonato de la Liga Nacional de Fútbol de Honduras definirá al campeón del Torneo Clausura 2011-2012 equipo que obtendrá un cupo para la Concacaf Liga Campeones 2012-13.
El campeonato se jugará mediante el sistema todos contra todos. Los primeros 6 equipos en la tabla clasificarán a la Liguilla; 
En este torneo habrá descensos, en el que se sumarán los puntajes de los dos torneos, y el que menos puntos obtenga, descenderá.

## Equipos participantes
| Equipos Participantes      |                        |                     |                        |                         |        |         |
| Equipo                     | Entrenador             | Ciudad              | Estadio(s)             | Capitán                 | Aforo  | Marca   |
| Atlético Choloma           | Edwin Pavón            | Choloma             | Rubén Deras            | Óscar Torlacoff         | 5,000  | Joma    |
| Club Deportivo Marathón    | Manuel Keosseian       | San Pedro Sula      | Yankel Rosenthal       | Shane Orio              | 15,000 | Joma    |
| Club Deportivo Motagua     | José Treviño           | Tegucigalpa         | Tiburcio Carías Andino | Amado Guevara           | 35,000 | Joma    |
| Club Deportivo Necaxa      | Jorge Ernesto Pineda   | Choluteca           | Fausto Flores Lagos    | Leonardo Isaula         | 8,000  | Puma    |
| Club Deportivo Olimpia     | Danilo Tosello         | Tegucigalpa         | Tiburcio Carías Andino | Boniek García           | 35,000 | Puma    |
| Club Deportivo Platense    | Alberto Domingo Romero | Puerto Cortés       | Excelsior              | Francisco Díaz          | 10,000 | Joma    |
| Club Deportivo Vida        | Carlos Martínez        | La Ceiba            | Nilmo Edwards          | Francisco Antonio Pavón | 27,500 | Patrick |
| Club Deportivo Victoria    | Héctor Vargas          | La Ceiba            | Nilmo Edwards          | Victor Mena             | 27,500 | Patrick |
| Deportes Savio             | Hernán García          | Santa Rosa de Copán | Sergio Reyes           | Marco Antonio Mejía     | 8,500  | Tribe   |
| Real Club Deportivo España | Mario Zanabria         | San Pedro Sula      | Francisco Morazán      | Carlos Pavon            | 25,000 | Lotto   |

| Atlético Choloma Marathón | Motagua Necaxa | Olimpia Platense | Victoria Vida | Deportes Savio Real España |

## Formato
Temporada Regular: Los 10 clubes se enfrentan 2 veces contra cada rival hasta completar 18 juegos.
Liguilla: Los 2 mejores califican directo a semifinales, del 3 al 6 hacen un repechaje de ida y vuelta por los 2 puestos a semifinales.
Semifinales: Se enfrentan 1 vs Ganador Repechaje 1 y 2 vs Ganador Repechaje 2. Series a ida y vuelta. Ganadores juegan la final
Final: Eliminatoria a doble partido en los ganadores de las semifinales.

## Tabla de posiciones
| Pos. | Equipo           | J  | G | E | P | GF | GC | DG  | PTS. |
| --- | ---------------- | -- | - | - | - | -- | -- | --- | ---- |
| 1 | Real España      | 18 | 9 | 7 | 2 | 25 | 13 | +12 | 34   |
| 2 | Marathon         | 18 | 9 | 4 | 5 | 32 | 19 | +13 | 31   |
| 3 | Olimpia          | 18 | 7 | 5 | 6 | 16 | 11 | +5  | 26   |
| 4 | Vida             | 18 | 7 | 5 | 6 | 19 | 21 | -2  | 26   |
| 5 | Deportes Savio   | 18 | 6 | 6 | 6 | 22 | 25 | -3  | 24   |
| 6 | Necaxa           | 18 | 6 | 5 | 7 | 16 | 20 | -4  | 23   |
| 7 | Motagua          | 18 | 6 | 4 | 8 | 20 | 19 | +1  | 22   |
| 8 | Platense         | 18 | 6 | 3 | 9 | 14 | 23 | -9  | 21   |
| 9 | Victoria         | 18 | 5 | 4 | 9 | 21 | 25 | -4  | 19   |
| 10 | Atlético Choloma | 18 | 3 | 9 | 6 | 18 | 27 | -9  | 18   |
| PTS – puntos; PJ – partidos jugados; PG - partidos ganados; PE - partidos empatados; PP - partidos perdidos; GF – goles a favor; GC – goles en contra; DG – diferencia de goles |                  |    |   |   |   |    |    |     |      |

## Jornadas (hasta la fecha)
| Vida             | 2-2 | Marathon       | Nilmo Edwards       | 7 de enero  | 19:30 |
| Atlético Choloma | 2-8 | Victoria       | Rubén Deras         | 7 de enero  | 19:30 |
| Necaxa           | 2-0 | Motagua        | Fausto Flores Lagos | 8 de enero  | 15:00 |
| Olimpia          | 2-0 | Platense       | Estadio Nacional    | 8 de enero  | 16:00 |
| Real España      | 2-1 | Deportes Savio | Estadio Morazan     | 10 de enero | 18:30 |

| Victoria       | vs | Olimpia          | Nilmo Edwards          | 13 de agosto | 19:30 |
| Real España    | vs | Necaxa           | Francisco Morazán      | 13 de agosto | 19:30 |
| Platense       | vs | Marathón         | Excelsior              | 14 de agosto | 15:00 |
| Motagua        | vs | Atlético Choloma | Tiburcio Carías Andino | 14 de agosto |       |
| Deportes Savio | vs | Vida             | Sergio Reyes           | 14 de agosto | 17:30 |

| Atlético Choloma | vs | Platense       | Rubén Deras            | 20 de agosto |       |
| Vida             | vs | Victoria       | Nilmo Edwards          | 20 de agosto | 19:30 |
| Necaxa           | vs | Deportes Savio | Fausto Flores Lagos    | 21 de agosto | 15:00 |
| Marathón         | vs | Motagua        | Yankel Rosenthal       | 21 de agosto | 15:30 |
| Olimpia          | vs | Real España    | Tiburcio Carías Andino | 21 de agosto |       |

| Atlético Choloma | vs | Necaxa   | Rubén Deras            | 27 de agosto | 18:00 |
| Vida             | vs | Marathón | Nilmo Edwards          | 27 de agosto | 19:30 |
| Real España      | vs | Victoria | Francisco Morazán      | 27 de agosto | 19:30 |
| Deportes Savio   | vs | Olimpia  | Sergio Reyes           | 28 de agosto | 14:00 |
| Motagua          | vs | Platense | Tiburcio Carías Andino | 28 de agosto | 16:30 |